# Gul Mohammed
Gul Mohammed (गुल मोहम्मद; * 15. Februar 1957 in Neu-Delhi; † 1. Oktober 1997 ebenda) war ein indischer Mann, der von 1990 bis 2011 mit einer Größe von 57 cm als kleinster erwachsener Mensch aller Zeiten galt.
Der kleinwüchsige Mohammed wurde im Juli 1990 im Ram-Manohar-Lohia-Krankenhaus in Neu-Delhi untersucht, wo eine Größe von 57 cm und ein Gewicht von 17 kg festgestellt wurden. Daraufhin bekam er 1992 von Guinness World Records den Titel als kleinster erwachsener Mensch, dessen Größe unabhängig verifiziert wurde, verliehen, den bis dahin fast ein Jahrhundert lang die 59 cm große Niederländerin Pauline Musters gehalten hatte.
Mohammed war Muslim. Sein Zwillingsbruder Zahoor starb im Alter von vier Jahren. Aufgrund seiner Größe konnte er nicht im Familienbetrieb in der Armreifherstellung arbeiten. Er brach die Schule ab und betrieb in Neu-Delhi einen Straßenstand für Süßigkeiten und Kekse, der jedoch aufgrund Mohammeds Körpergröße häufig überfallen wurde. Außerdem spielte er in einigen Fernsehserien mit. Trotz seines Ruhmes lebte er zeit seines Lebens in Armut; von Freunden und Wohltätigkeitsorganisationen wurde er finanziell unterstützt. Er wohnte in einem kleinen Haus in Old Delhi.
In den fünf Monaten vor seinem Tod wurde Gul Mohammed aufgrund seiner Lungenprobleme (Chronisch obstruktive Lungenerkrankung, Asthma und Bronchitis) mehrfach im Krankenhaus behandelt. Er starb 1997 im Alter von 40 Jahren nach langer Krankheit, die durch sein schweres Rauchen noch verstärkt wurde, an Atemproblemen (nach anderen Angaben an einem Herzinfarkt). Er wurde von einem Bruder und zwei Schwestern überlebt.
Sein Rekord wurde offiziell gebrochen, als 2011 die Größe des Nepalesen Chandra Bahadur Dangi mit 54,6 cm festgestellt wurde. (Da Dangi nur mit stark gebeugten Knien stehen kann, wurde seine Größe in dieser Position gemessen.) Seitdem gilt Gul Mohammed als zweitkleinster Mensch aller Zeiten. Da Bahadur Dangi 17 Jahre älter war als Mohammed, war Gul Mohammed nie der tatsächlich kleinste Mensch aller Zeiten.